# AC Port of Spain
Actualités
L'AC Port of Spain est un club trinidadien de football basé à Port-d'Espagne.  

## Histoire
À l'été 2019, le North East Stars FC déménage de Sangre Grande à Port-d'Espagne et devient l'AC Port of Spain.

## Palmarès
- Championnat de Trinité-et-Tobago (3)
  - Champion : 2004, 2017, 2023-24

- Coupe de Trinité-et-Tobago (2)
  - Vainqueur : 2003, 2015
  - Finaliste : 2006

- Coupe Goal Shield de Trinité-et-Tobago (1)
  - Vainqueur : 2010

## Anciens joueurs
- Mark Leslie
- Shawn Beveney
- Randolph Jerome
- Kelvin McKenzie
- Kevin Jeffrey
- Stokely Mason
- Anthony Wolfe
- Shandel Samuel